# دواره‌پاله
دواره‌پاله (انگلیسی: Dvārapāla) در معماری هندو و بودایی به معنای «نگهبان دروازه» و «دربان» است و به مجسمه‌های ترسناک و نیرومندی اطلاق می‌شود که معمولاً در ورودی معابد، کاخ‌ها و اماکن مقدس قرار داده می‌شوند. این مجسمه‌ها به عنوان محافظان این اماکن عمل می‌کنند و وظیفه آنها دور کردن ارواح پلید، شیاطین و نیروهای منفی است.
دواره‌پاله‌ها معمولاً به صورت جنگجویان مسلح با چهره‌های خشمگین و بدن‌های عضلانی به تصویر کشیده می‌شوند. آنها اغلب سلاح‌هایی مانند شمشیر، گرز و سپر در دست دارند و در حالت‌های تهاجمی و آماده برای مبارزه نشان داده می‌شوند. در برخی موارد، دواره‌پاله‌ها با حیوانات وحشی مانند شیر و مار همراه هستند که به قدرت و وحشت آنها می‌افزاید.
در معابد بودایی، دواره‌پاله‌ها معمولاً در دو طرف ورودی اصلی معبد قرار می‌گیرند و به عنوان محافظان درمه (آموزه‌های بودا) عمل می‌کنند. آنها نماد غلبه بر موانع در مسیر معنوی و رسیدن به نیروانا هستند. در معابد هندو، دواره‌پاله‌ها معمولاً به عنوان تجسم خدایان و الهه‌های مختلف هندو مانند شیوا و ویشنو در نظر گرفته می‌شوند.
مجسمه‌های دواره‌پاله نقش مهمی در هنر و معماری هندو و بودایی ایفا می‌کنند و نمادی از قدرت، محافظت و غلبه بر نیروهای شر هستند. آنها همچنین به عنوان یادآوری برای زائران و مؤمنان عمل می‌کنند که برای ورود به فضای مقدس معبد باید تمامی افکار و احساسات منفی خود را کنار بگذارند و با ذهنی پاک و متمرکز وارد شوند.